# Nova Impendet

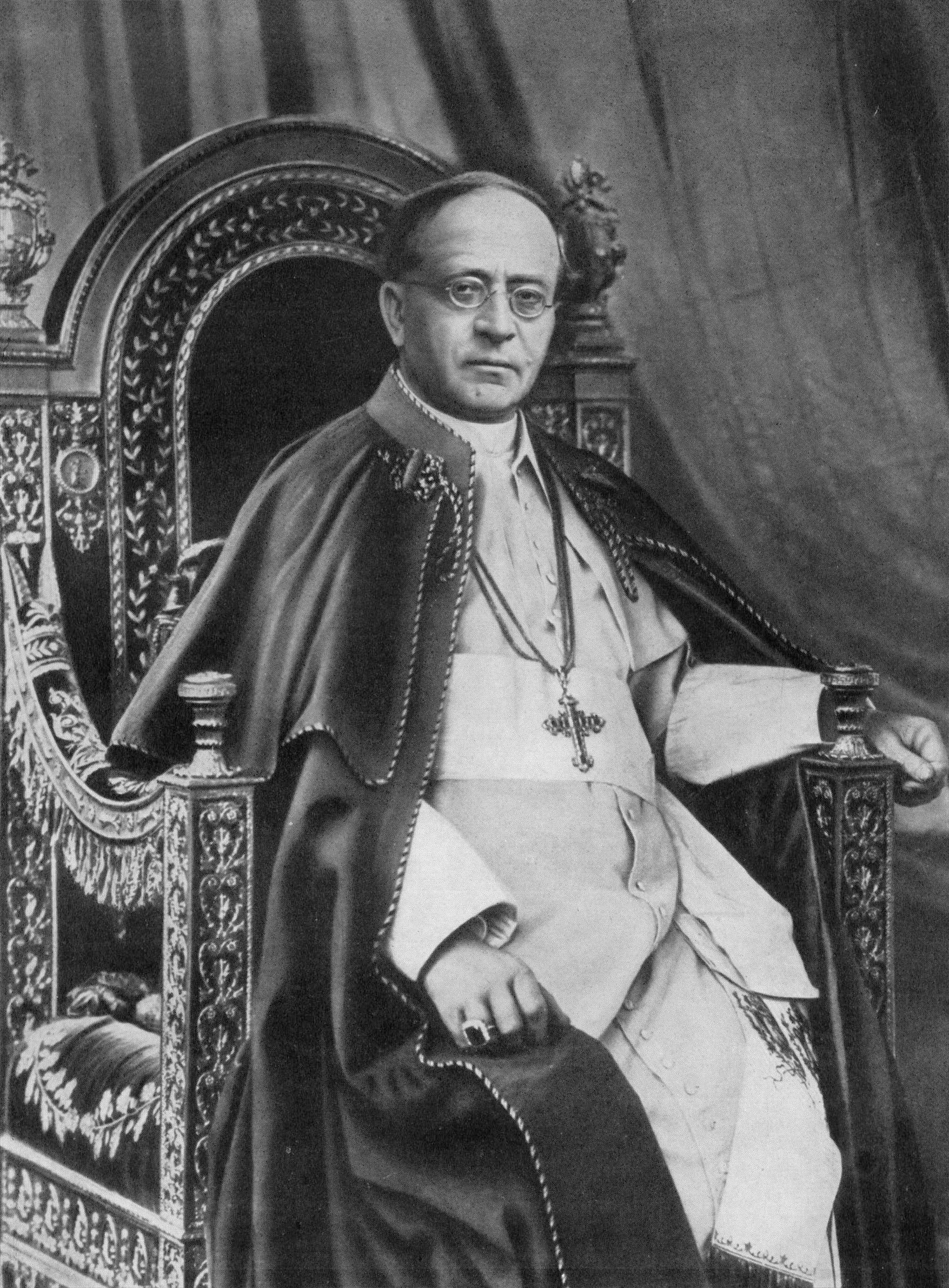
Папа Пій XI

Nova Impendet — двадцята енцикліка папи Пія XI, проголошена 2 жовтня 1931 року, яка стосується світової економічної кризи 1929 року (Велика депресія). В енцикліці папа викриває небезпеку мілітаризму і перегонів озброєнь.